# John Allin
John Maury Allin (Helena, 22 aprile 1921 – 6 marzo 1998) è stato un vescovo anglicano statunitense.
È stato il ventitreesimo vescovo presidente e Primate della Chiesa episcopale degli Stati Uniti d'America.
Nel 1945 si laureò presso l'Università del Sud di Sewanee e la sua scuola di teologia, chiamata Seminario di San Luca. Nel 1962 ottenne il Master of Education presso il Mississippi College. Fu ordinato diacono nella Chiesa episcopale nel 1944 e l'anno successivo fu ordinato presbitero. Nel 1961 fu eletto vescovo della Diocesi del Mississippi, ruolo che mantenne fino al momento della sua elezione a Vescovo Presidente nel 1974. Si ritirò nel 1985.

## Genealogia episcopale
La genealogia episcopale è:
- Papa Niccolò I
- Papa Formoso
- Vescovo San Plegmund
- Vescovo Althelm
- Vescovo Wulfhelm
- Vescovo Odo
- Vescovo San Dunstan
- Vescovo Sant'Aelphege
- Vescovo Elfric
- Vescovo Wulfstan
- Vescovo Ethelnoth
- Vescovo Eadsige
- Vescovo Stigand
- Vescovo Siward
- Vescovo Lanfranco di Canterbury
- Vescovo Thomas
- Vescovo Anselmo d'Aosta
- Vescovo Richard de Belmeis
- Vescovo William of Corbeuil
- Vescovo Henry of Blois
- Vescovo San Tommaso Becket
- Vescovo Roger of Gloucester
- Vescovo Peter de Leia
- Vescovo Gilbert Glanville
- Vescovo William of St. Mere L’eglise
- Vescovo Walter de Gray
- Vescovo Walter Kirkham
- Vescovo Henry
- Vescovo John of Halton
- Vescovo Roger Northborough
- Vescovo William Wyvil
- Arcivescovo Ralph Stratford
- Vescovo William Edendon
- Arcivescovo Simon Sudbury
- Vescovo Thomas Brentingham
- Vescovo Robert Braybrooke
- Arcivescovo Roger Walden
- Vescovo Henry Beaufort
- Arcivescovo Thomas Bourchier
- Arcivescovo John Morton
- Vescovo Richard Fitzjames
- Arcivescovo William Warham
- Vescovo John Langlands
- Arcivescovo Thomas Cranmer
- Vescovo William Barlow
- Arcivescovo Matthew Parker
- Arcivescovo John Whitgift
- Arcivescovo Richard Bancroft
- Arcivescovo George Abbot
- Arcivescovo George Montaigne
- Arcivescovo William Laud
- Vescovo Brian Duppa
- Arcivescovo Gilbert Sheldon
- Vescovo Henry Compton
- Arcivescovo William Sancroft
- Vescovo Jonathan Trelawney
- Arcivescovo John Potter
- Arcivescovo Thomas Herring
- Arcivescovo Frederick Cornwallis
- Arcivescovo John Moore
- Vescovo William White
- Vescovo John Henry Hopkins
- Vescovo Daniel Tuttle
- Vescovo James Perry
- Vescovo Henry Knox Sherrill
- Vescovo Arthur Lichtenberger
- Vescovo John Allin